# Handknattleiksfélag Kópavogs
L'Handknattleiksfélag Kópavogs, o più semplicemente HK Kópavogur, è una società calcistica islandese con sede nella città di Kópavogur. Nella stagione 2025 milita in 1. deild karla, la seconda divisione del campionato islandese di calcio.
Il club fu fondato nel 1969 e nel 2006 ha ottenuto la sua prima promozione in Úrvalsdeild.

## Palmarès

### Competizioni nazionali
- 2. deild karla: 3

1997, 2002, 2013
- 3. deild karla: 1

2001

### Altri piazzamenti
- Coppa d'Islanda:

Semifinalista: 2004
- 1. deild karla:

Secondo posto: 2018
Promozione: 2006